# Straka v říši entropie
Straka v říši entropie je souborem 9 fyzikálních bajek ze života. Autorkou knihy je Markéta Baňková, která knihu věnovala nejen dětem, ale i mládeži a dospělým. V bajkách vystupují zvířata různého druhu. Krátké povídky humornou formou přibližují čtenářům témata fyziky a tradiční ponaučení ze života tak doplňují o poznatky fyzikálních zákonů. Ilustrace jsou opět zpracovány samotnou autorkou a formou koláží z fotografií doplňují jednotlivé příběhy. Na konci každé kapitoly čtenář najde krátké shrnutí upřesňující právě probíraný zákon. 

## Děj
Hrochovy slasti a strasti
V této bajce vystupuje hroch, pakůň a opice. Skrze pakoně, který nechápe, jak je možné, že hroch plave na hladině, se i čtenář seznamuje s Archimédovým zákonem, týkajícím se tělesa ponořeného do kapaliny. Pakůň se obrací na chytrou opici, s jejíž pomocí objeví pojem hustota a s ním související hmotnost a objem. Hroch se tak pro ně stává takovým „pokusným králíkem“.
Králík a zákony přežití
Králíka a sysla trápí stejný problém. Nadměrné horko. Sysel přijde na to, že když vytáhnou vychlazené pití z lednice, ochladí se. Králík se ale ráno probudí a zjistí, že lahev už ho nechladí. Slípka mu vysvětlí, že předával své teplo lahvi, dokud se teploty nevyrovnaly, teď už ale energie nemá kam přecházet, a proto se proces ustálil. V kapitole se dozvídáme, že nic nefunguje bez vložené energie až na perpetuum mobile a také to, jak fungují termodynamické zákony a zákon zachování energie.
Unáhlené sousto
Vyprávění o závodech geparda Reinarda s myší a také teorii relativity od Alberta Einsteina. Gepardovi se nedařilo pokořit myš v závodech. Nakonec začali trénovat spolu. Postupně se stávali rychlejšími a zbývalo jim jen překonat rychlost světla. V kapitole se dozvídáme, že čas je relativní, a to, co je rychlé, stárne pomaleji. Gepard s myší tak postupně přichází o diváky ze svého okruhu, protože zemřeli stářím.
Poradna slípky Jarmily
Jezevčice Elsa píše slípce Jarmile do poradny. Jarmila se sice specializuje na fyzikální problematiku, ale přesto se skrze fyziku snaží Else pomoci i s jejím problémem. První pokusy se nedaří. Nakonec ale jezevčice pochopí, že fyzikální zákony šly pomocí metafory uplatnit i na její problém. Kapitola pojednává o Newtonových zákonech.
Straka v říši entropie
Dvě straky postavily pro svá mláďata hnízdečko plné samých krásných věcí. Mláďata ale nebyla schopná udržovat v hnízdě pořádek, jak maminka straka očekávala. Trápilo ji to natolik, že se nakonec rozhodla domov opustit. Na cestě potkává holubici, která jí vysvětlí, jak funguje entropie a že je vlastně dobře, že se mláďata nesnaží udržovat pořádek. Neustálé uklízení totiž atomy udržuje ve vyšší teplotě a tím pádem ve větším chaosu.
Unifikace krásy
Zde nám autorka přináší hned dvě ponaučení. Z té fyzikální stránky jde o elektrostatiku. Z té životní jde o to, jak je důležité zůstat sám sebou a neměnit se kvůli někomu jinému. Vystupuje zde liška, krysa a hranostaj.
Jistota v životě myši
Schrödingerova kočka a bajka o kvantové fyzice. Kdy nemůžeme tvrdit, že něco existuje, nebo neexistuje, že kočka je mrtvá, nebo živá, dokud neprobíhá pozorování, na základě něhož už tvrzení platí podle toho, co vidíme. K panu Schrödingerovi přijde policie kvůli podezření na týrání kočky. Pravdou bylo, že s ní Schrödinger prováděl pokus. Umístil ji do krabice s atomem a lahvičkou jedu. O atomu nešlo s jistotou tvrdit, kdy přesně se rozpadne. Ale jakmile se rozpadne, lahvička s jedem praskne a kočku zabije.
Tlusťochova přitažlivost
Maminka svým koťatům vysvětluje, že existuje gravitace. Koťata si ji nejprve představují jako starou páničku, která vlastní tlustého psa. Jednoho dne gravitaci zkoumají, až se jedno kotě dostane do nesnází. Právě díky gravitaci jedno z koťat uvízne v úzké rouře. Nakonec se vše vyřeší a koťatům se pojem gravitace ujasní.
Teorie poezie
Jelen a ptáček šli do poradny ke slípce. Ptáček se zamiloval do „samičky“, aniž by věděl, že jde ve skutečnosti o telefon, který svým vyzváněním připomíná zpěv ptáků. Jelen si zase povídal sám se sebou a měl spousty otázek, hlavně ohledně vesmíru, na které chtěl znát odpověď.

## Přijetí díla a interpretace
Kniha Markéty Baňkové získala v roce 2011 nominaci na ocenění Magnesia Litera za objev roku. Autorka knihu původně chtěla věnovat svým dětem, nakonec je ale svět vědy a fyziky prostřednictvím knihy přiblížen i dalším věkovým kategoriím. Herečka Anna Geislerová přiznává, že nejen myši z bajky, ale i ona si konečně udělala názor na kvantovou neurčitost.
Dle Databáze knih je soubor bajek vhodný: „pro rodiče, kteří čtou dětem, ale současně hledají i knihu pro sebe. Zaujme také čtenáře, které fyzika nezajímá, nebo z ní mají dokonce strach – ti najdou především grotesku, jejíž hrdinové po cestě vědy docházejí k filosofii.“ V komentářích se většina čtenářů shoduje v tom, že jsou některé bajky pro děti svým tématem příliš náročné. Je tedy dobré nějaké to povědomí o fyzice před čtením už mít. Pozitivem ale zůstává, že kniha zaujme i laiky přes fyziku.